# Dapayk
Dapayk, pseudonimo di Niklas Worgt (Bad Frankenhausen, 8 febbraio 1978), è un musicista e produttore musicale tedesco.
È uno dei protagonisti della minimal techno in Germania.

## Biografia
Nacque in Turingia in Germania. Ha avuto negli anni '90, e per la prima volta, contatto con i generi musicali del BrokenBeats e del Drum and Bass. Le sue prime apparizioni avvengono con il brano, Frauds in White, in un Drum and Bass Live Act. Con questo brano e con il successivo, Sonstware, Dapayk si affermò, in Germania, come musicista.
Alla fine degli anni '90, ha creato un nuovo sound. Le sue produzioni hanno trasceso dal genere musicale Broken-Beats per la techno pura, ora conosciuta come piattaforma sperimentale sotto lo pseudonimo Dapayk.
Dopo le prime pubblicazioni, ha fondato nel 2000 una sua propria etichetta discografica, la Mo's Ferry Productions, con pubblicazioni dedicate alla techno minimalista. Nel 2005, è stato creata la "subcasa" discografica, Fenou, e nel 2006, la Rrygular. Attualmente nel campo della minimal techno ha sviluppato varie performance dal vivo, remixer e varie altre collaborazioni. Insieme a sua moglie, la modella Eva Padberg, nell'ambito del progetto Dapayk & Padberg, ha creato dall' autunno 2013, quattro album: Smoke, Close Up, Black Beauty e Sweet Nothings.
Oltre alla sua propria casa discografica Dapayk ha prodotto altri album con gli Auf Stil vor Talent come, Herzblut, Karloff, Textone, Orac, Contexterrior, Resopal Schallware und Friends of Tomorrow. Dapayk inoltre ha pubblicato ed collaborato in varie altri lavori sotto diversi pseudonimi come Marek Bois nella Trapez Rrygular. Dapayk continua come un produttore di studio per artisti come Monika Kruse, Marcel Knopf & Kleinschmager Audio.

## Vita
Il 29 luglio del 2006 Niklas Worgt si sposa dopo dieci anni di partnership con la modella Eva Padberg. Vivono attualmente a Berlino, in Germania.

## Album
| 2005 | Close Up               | pubblicato da Mo's Ferry Prod | Album di debutto della Dapayk & Padberg, focalizzato sulla Rave music e sulla Tech-house. |
| 2006 | Impulsion Parasite     | pubblicato da Mo's Ferry Prod | Album di debutto da solista di Dapayks tra Club Floor e suoni sperimentali. Pubblica un'ulteriore versione del CD con un secondo CD con brani di pura Listening Electronica.                                                  |
| 2007 | Black Beauty           | pubblicato da Mo's Ferry Prod | Album prodotto in risposta al declino del vinile al tempo dei DJ. Il secondo Cd di Depayk & Padberg prova a fondere effetti della minimal techno con il pop, conferendo allo stile HipHop Sound collagen un ruolo importante. |
| 2008 | Boissche Untiefen      | pubblicato da Rrygular        | Album di debutto del suo alter ego, Marek Bois. Minimal techno dal vivo con un debole accenno Rave al centro del disco. |
| 2008 | Devil's house          | pubblicato da Mo's Ferry Prod | Il secondo album solista di Dapayks è caratterizzato da un tocco oscuro. Vicino a pezzi orientati alla dancefloor si può ascoltare chiaramente l'influenza di elementi del genere Breakbeat.                                  |
| 2010 | Decade One (2000-2010) | pubblicato da Mo's Ferry Prod | Riassunto del suo primo periodo creativo con un molti brani inediti e materiale rimasterizzato. Un doppio album con significative e evidenti influenze jazz.                                                                  |
| 2012 | Sweet Nothings         | pubblicato da Stil vor Talent | Terzo album di Dapayk & Padberg segnato da immersione nel genere techno melodico. |
| 2013 | Smoke                  | pubblicato da Mo's Ferry Prod | Il quarto album di Dapayk & Padberg si distanza dalle precedenti esperienze nel genere Dancefloor e dalla Listening Electronica. L'album utilizza elementi sempre più del genere Dubstep e di struttura delle canzoni.        |

## Genere Musicale
Dapayk stesso descrive il suo suono come Frickel. Tecnicamente è un suono che può sperimentalmente singole forme d'arte musicali del tipo, Minimal, Electronica e breakbeat.

## Discografia
| Nome              | Titolo                      | Label                  |
| ----------------- | --------------------------- | ---------------------- |
| Dapayk (solo)     | Impulsion Parasite [Album]  | Mo's Ferry Productions |
| Dapayk (solo)     | Impulsion Parasite [Single] | Mo's Ferry Productions |
| Marek Bois        | Mampe halb/halb             | Rrygular               |
| Marek Bois        | You Got Good Ash Rmxs       | Trapez                 |
| Dapayk (solo)     | Effessefedepp               | Karloff                |
| Marek Bois        | Fake EP                     | Rrygular               |
| Marek Bois        | Boisboisbois                | Trapez                 |
| Dapayk (solo)     | Giornata                    | Friends of Tomorrow    |
| Dapayk (solo)     | Untergelgen EP              | Orac                   |
| Dapayk (solo)     | Fat Kid's Choice            | Resopal                |
| Dapayk & Padberg  | Close Up [Album]            | Mo's Ferry Productions |
| Dapayk & Midnight | Fenou01                     | Fenou                  |
| Dapayk (solo)     | Marek & das Polenpony       | Karloff                |
| Dapayk & Padberg  | Maze                        | Mo's Ferry Productions |
| Dapayk (solo)     | Daypack                     | Mo's Ferry Productions |
| Dapayk (solo)     | Black, White, Orange, Lines | Textone                |
| Dapayk & Padberg  | Dirty White                 | Mo's Ferry Productions |
| Dapayk & Padberg  | Semaphore                   | Mo's Ferry Productions |
| Dapayk & Padberg  | Think & Speak               | Mo's Ferry Productions |
| Dapayk & Padberg  | Goddess                     | Mo's Ferry Productions |
| Dapayk (solo)     | Heimweh                     | Mo's Ferry Productions |
| Dapayk (solo)     | TPZ EP                      | Mo's Ferry Productions |
| Dapayk (solo)     | Call Me Names               | DPK                    |

## Remix (estratti)
| Nome                 | Titolo              | Label                  |
| -------------------- | ------------------- | ---------------------- |
| Saint Ibot           | Tschäkk             | TFE Tecords            |
| Koefer & Strube      | Arbeitshypothese    | WhirlPoolSexMusic      |
| Hacienda             | h.a.c.i.e.n.d.a.    | Ministry of Sound      |
| Mathias Schaffhäuser | Coincidance         | Ware                   |
| Alland Byallo        | My Nightlight       | NightLightMusic        |
| Tanaka Hideyuki      | Wicked Loop in Life | Mo's Ferry Productions |
| Deladap              | Cza Manca           | Eccochamber            |
| Malou                | Worldplay           | Discowax               |
| Nitsch & Gleinser    | Rollbots            | Karatemusik            |

## Premi e indicazioni
Nel 2005 Il primo album Dapayk & Padberg, Close Up, ha raggiunto la top 10 delle classifiche della Riviste "Groove e De:bug. Nel 2007, per il progetto Dapayk & Padberg nella categoria, Artista Nazionale, ha ricevuto il premio Stilo da Musikexpress .